# Мальдивская народная партия
Мальдивская народная партия (мальд. ދިވެހި ރައްޔިތުންގެ ޕާޓީ, Dhivehi Rayyithunge Party, DRP) — политическая партия Мальдив.

## История
2 июня 2005 года 50 членов парламента Мальдив единогласно проголосовали за легализацию политических партий на Мальдивах. Мальдивская народная партия была зарегистрирована 21 июля 2005 года, став таким образом второй зарегистрированной политической партией на Мальдивах. Лидер партии Ахмед Тасмин Али, как и президент Мальдив Момун Абдул Гаюм, потерпел поражение на президентских выборах в октябре 2008 года, результате чего президентом был избран Мохамед Нашид из Мальдивской демократической партии. На первых многопартийных парламентских выборах на Мальдивах, прошедших 9 мая 2009 года, партия получила 36 %, что гарантировало ей 28 из 77 мест в парламенте. В настоящее время Мальдивская народная партия является одной из ведущих партий в парламенте Мальдив. В 2012 году Мальдивская народная партия возглавила акции протеста, приведшие к отставке Мохаммеда Нашида с поста президента 7 февраля 2012 года.

## Лидеры фракции депутатов
- Умар Насир (исключен)
- Илхам Ахмед (исключен и вышел из партии)
- Али Вахид (исключен и вышел из партии)
- Ибрагим Шариф

## Идеология
Согласно партийной литературе, целями Мальдивской народной партии являются:
- Защита и усиление исламского объединения.
- Подготовка и обучение нового молодого дисциплинированного и талантливого поколения партии.
- Отстаивание законности.
- Создание общества, отражающего стремления людей.
- Защищение Мальдив от избыточного внешнего влияния.
- Обеспечение легкой доступности населения к основным потребностям, например, жильё.
- Введение поколения новых лидеров, могущего сохранить атмосферу мира и гармонии.
- Создание социально-ориентированного общества.